# Christy Udoh
Christy Udoh (* 30. September 1991 in Azusa, Kalifornien) ist eine nigerianische Sprinterin.
2012 siegte sie bei den Leichtathletik-Afrikameisterschaften in Porto-Novo in der 4-mal-100-Meter-Staffel. Bei den Olympischen Sommerspielen in London schied sie über 200 m und mit der nigerianischen 4-mal-100-Meter-Stafette im Vorlauf aus.
2015 siegte sie mit dem nigerianischen Team bei den IAAF World Relays in Nassau in der 4-mal-200-Meter-Staffel mit dem Afrikarekord von 1:30,52 min.

## Persönliche Bestzeiten
- 100 m: 11,47 s, 13. Mai 2012, Manhattan
- 200 m: 22,72 s, 7. Juni 2012, Des Moines
  - Halle: 23,13 s, 8. März 2013, Fayetteville